# 蒙塔尼约 (安省)
蒙塔尼约（法語：Montagnieu，法語發音：[mɔ̃taɲø]）是法国安省的一个市镇，属于贝莱区。

## 地理
蒙塔尼约（45°47'38"N, 5°28'3"E）面积6.22 平方千米，位于法国奥弗涅-罗讷-阿尔卑斯大区安省，该省份为法国东部省份，北起汝拉省，西北接索恩-卢瓦尔省，西接罗讷省和里昂大都会，南至伊泽尔省，东与萨瓦省、上萨瓦省和瑞士接壤。
与蒙塔尼约接壤的市镇（或旧市镇、城区）包括：贝农斯、布里奥尔、塞洛纳兹、塞里耶尔德布里奥尔、布韦斯-基里约。

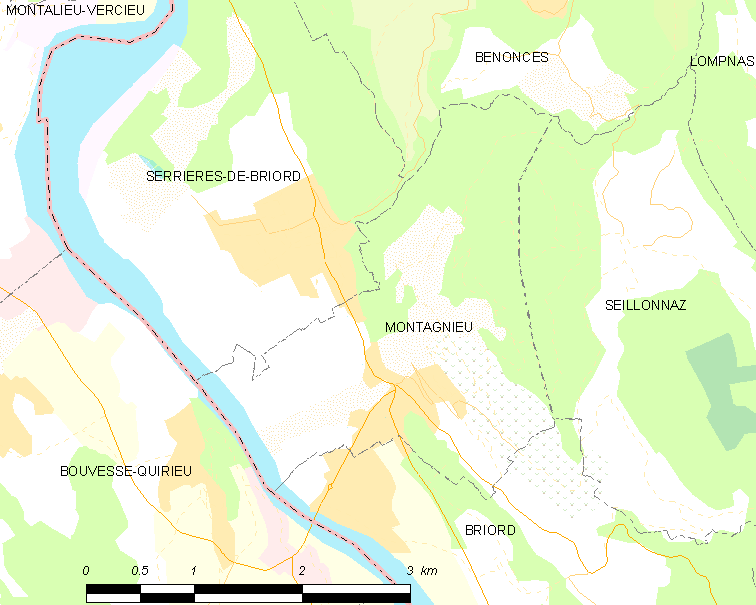
的OSM定位图

蒙塔尼约的时区为UTC+01:00、UTC+02:00（夏令时）。

## 行政
蒙塔尼约的邮政编码为01470，INSEE市镇编码为01255。

## 政治
蒙塔尼约所属的省级选区为拉尼约县、canton of Lhuis。

## 人口

1962-2008年间人口变化图示

蒙塔尼约于2022年1月1日时的人口数量为684人。